# Paton (Iowa)

Mapa pokazuje obszary włączone i nieposiadające osobowości prawnej w hrabstwie Greene w stanie Iowa, z zaznaczeniem Paton na czerwono.

Paton – miasto w Stanach Zjednoczonych, w stanie Iowa, w hrabstwie Greene. Zgodnie ze spisem statystycznym z 2000 roku, miasto liczyło 265 mieszkańców.